# Randaträsk
Randaträsk är en by i Jokkmokks kommun. Byn består av ett tiotal sommarstugor. Invid byn återfinns även en sjö vid namn Randaträsket (201 m ö.h.), och ett berg som heter Randaträskberget (290 m ö.h.). Intill Randaträsk rinner Aimojåkk.
Randaträsket bjuder på ett bra fiske efter gädda och abborre. På påsken arrangeras en årligt återkommande pimpeltävling som lockar mycket folk och erbjuder ett bra prisbord. Anordnare av denna tävling är Mårduddens skoterförening. Förutom pimpeltävling så förser Mårduddens skoterförening trakten med de bättre skoterlederna i Norrbotten. Ursprungligen är Randaträsk en liten skogshuggarby där befolkningen levde på skogsbruket om vintrarna. På våren dämdes träsket upp inför flottningen av timret ner till Aimobäcken och vidare till Råneälv, sommartid så hade de ett litet jordbruk med boskap och jakt/fiske som basnäring.
Några kilometer från byn går malmbanan mot Murjek förbi Hedberget/Näsberg, dit författaren Eyvind Johnson (nobelpristagare i litteratur) flyttade med sina fosterföräldrarna när han hade slutat skolan tolv år gammal år 1913. Näsbergs stenbrott, särskilt Idberget med dess sprickfria något i rött skiftande granit gav mer än ett 20-tal man årligt förvärvsarbete. Utöver tre förläggningsbaracker växte här en liten by fram med fast boende. Granit levererades till ett stort antal anläggningar och byggen i norra Sverige ända till år 1939 då brytningen upphörde.